# Хаягрива
Хаягрива (санскр. हयग्रीव, буквально «лошадиная шея»; т. ж. Хайягрива) — персонаж индуистской мифологии (в современном индуизме обычно принимается за воплощение Вишну) и буддийской образной системы (как «гневное божество-защитник Учения», дхармапала), также обнаруживается в древнем джайнизме. В архаичных статуях индуизма представлен с человеческим телом и головой лошади, в буддизме небольшая голова лошади (или три головы) изображаются над человеческим лицом (лицами).
Истоки образа связываются с древнеарийским культом лошади (ср. культ лошади в жертвоприношении ашвамедха). В дальнейшем он, по-видимому, был переосмыслен при кодификации Вед и развитии вайшнавизма и буддизма.

## Индуизм

### Усекновение главы Хаягривы

#### Бог
В ведийской литературе как Хаягрива воплощается бог Яджна. В пуранической литературе Хаягрива — воплощение Вишну. Поскольку Тайттирия-араньяка описывает Яджну как протоформу Вишну, сведения этих традиций не противоречат друг другу.
Агни, Индра, Ваю и Яджна совершали однажды яджну с целью обрести хавирбхагу, которую они посвятили бы всем богам. Но в нарушение соглашения Яджна покинул собрание, унеся всю яджнабхагу с собой, а последовавших за ним богов прогнал с помощью лука, дарованного ему Дэви. Боги добились того, что тетиву лука Яджны перегрызли термиты. Лук, распрямившись, отсёк Яджне голову, и тогда Яджня раскаялся в своём преступлении. Тогда боги пригласили ашвинидевов, чтобы те приделали Яджне лошадиную голову.
Сканда-пурана излагает похожую историю: божества во главе с Брахмой соревновались в величии, и вышло, что Вишну превосходит всех в каждом соревновании. Тогда Брахма проклял его, и у Вишну отвалилась голова. После этого боги совершали яджну, и Вишну явился на неё, приставив вместо своей головы к шее голову лошади. По завершении яджни Вишну отправился в дхармаранья и совершил тапас, благодаря которому обрёл благословение Шивы, с помощью которого вернул себе прежнюю голову вместо лошадиной.
Шактистская Девибхагавата-пурана также содержит сюжет о Хаягриве. Однако, сохраняя некоторые сюжетные элементы (боги во главе с Брахмой приходят к спящему Вишну и приказывают термитам перегрызть конец лука, чтобы вывести Вишну из сна), главными причинами отпадения головы называются, во-первых, проклятие Вишну со стороны Лакшми, поддавшейся мимолетной ревности (то есть, поддавшейся тамасической шакти по мнению пураны) и, во-вторых, из-за предназначения Вишну убить одного из данав, получившего благодаря аскезе почти полную неуязвимость, и могущего умереть исключительно от руки «конеголового» существа (и неуязвимость для данавы, и предназначение Вишну исходят от самой Деви).

#### Асура
Асура Хаягрива, сын Кашьяпапраджапати и его жены Дану, согласно Рамаяне Вальмики (Араньяканда, Песнь 14), в детстве начал тапас на берегу реки Сарасвати, и через тысячу лет явилась Дэви и попросила его выбрать любую награду. Он пожелал стать непобедимым для богов и асуров, а также бессмертным. Когда он узнал, что выполнить это невозможно, он (Хаягрива) пожелал стать уязвимым только для того, у кого лошадиная шея (для Хаягривы). Дэви даровала ему исполнение этого желания. Обретя неуязвимость и непобедимость, пошёл по всем трём мирам, причиняя беды добрым людям, и наконец вступил в схватку с богами. Одержав победу, он заснул, и во время сна Вишну отсёк его голову с помощью украшений самого Хаягривы, посвящённых Вишну. Вишну заменил его голову лошадиной, а затем убил Хаягриву, когда тот убегал.

### Похищение Вед

#### Бог
В Рамаяне (IV. 6,5) Сугрива говорит Раме, что найдёт Ситу, как была найдена потерянная Веда-шрути (ведийская мудрость), а далее (IV. 17, 50) Вали говорит Раме, что найдёт Ситу даже, если она спрятана на дне моря, как Шветашватари. Комментатор объясняет, что Шветашватари — то же самое, что Веда-шрути, и ссылается на некую пураническую историю о том, как асуры Мадху и Каитабха похитили Веда-шрути и спрятали в Патале (нижнем мире). Тогда Вишну сошёл в Паталу, принял образ Хаягривы, убил асуров и вернул Веда-шрути.

#### Асура
Согласно Бхагавата-пуране (VIII.24), асура Хаягрива похитил Веда-шрути и спрятал на дне моря. Вишну, приняв образ Рыбы, потащив за собой корабль царя Сатьявраты (под личиной которого скрывался Ману), убил асуру и вернул Веда-шрути Брахме, чтобы тот мог продолжать Творение с её помощью.

## Буддизм
Хаягрива стал популярным образом в буддизме (в Тибете и Монголии под именем Тамдрин, в Японии как Бато-каннон). Он многократно фигурирует в тибетском буддизме: в связи с фигурами Падмасамбхавы, Далай-ламы V, как главное божество монастыря Сэра.
У тибетцев и монголов образ Хаягривы также связан с таким благом, как умножение стад лошадей.

## Разное
Хаягрива Свами — один из ранних американских учеников Бхактиведанты Свами Прабхупады.